# Sala Imperio
La Sala Imperio era una sala d'espectacles de Barcelona, situada al carrer de la Diputació, entre la Rambla de Catalunya i Balmes, just al davant del Teatre del Nou Retir. Va funcionar entre 1909 (es va inaugurar el divendres, 2 d'abril) i 1918, quan va ser enderrocada per edificar al solar la Casa Fabra i Coats. També s'hi van fer projeccions cinematogràfiques.
Hi van actuar Antonia Mercé "La Argentina", Pastora Imperio (que hi feu l'estrena a Barcelona d'El amor brujo de Manuel de Falla en 1915, uns mesos després que l'estrena absoluta a Madrid), Raquel Meller o Tórtola Valencia, entre d'altres.